# Track-Via-Missile
Track-Via-Missile (ang.) – śledzenie za pośrednictwem pocisku, występuje też pod nazwą TVM downlink, używany jest również skrót TVM.
System naprowadzania rakietowych systemów antybalistycznych, przeciwrakietowych i przeciwlotniczych, występujący w najnowszych generacjach tego rodzaju broni, będący połączeniem pół-aktywnego naprowadzania radarowego ((ang.) Semi-Active Radar Homing (SARH)) oraz naprowadzania radiowego ((ang.) command guidance).

## Działanie systemu
Naziemna stacja radarowa wysyła w przestrzeń fale radiowe, które odbite od celu, trafiają m.in. do odbiornika radarowego będącego w locie pocisku. Pocisk, nie przetwarzając tych informacji, kanałem downlink wysyła je do naziemnego centrum komputerowego, które po ich komputerowym przetworzeniu, kanałem uplink wysyła do pocisku gotowe informacje o pozycji, prędkości i trajektorii celu. System ten, działając stale podczas lotu pocisku, zapewnia mu informowanie, w czasie rzeczywistym ((ang.) in real time), o wszelkich zmianach położenia obiektu stanowiącego cel.

## Zalety TVM downlink
1. Porównanie z innymi systemami naprowadzania:
  - w odróżnieniu od aktywnego samonaprowadzania się pocisku na cel, ten ostatni dostrzega wprawdzie, że został omieciony wiązką radarową (radaru naziemnego w tym wypadku), ale nie odbierając fal radarowych z pocisku, nie wie, że pocisk naprowadza się na niego;
  - w odróżnieniu od półaktywnego naprowadzania się pocisku, w którym pocisk odbiera odbitą od celu wiązkę radiową radaru naziemnego i za pomocą wewnętrznego systemu komputerowego przetwarza płynące stąd informacje, TVM pozwala na ograniczenie ilości urządzeń komputerowych na pokładzie pocisku, co pozwala na zmniejszenie jego rozmiarów, wagi i ceny. System ten zwiększa celność pocisku z racji lepszych urządzeń komputerowych możliwych do zainstalowania w stacji naziemnej, niż na pokładzie pocisku. W systemie tym naziemna obsługa stacji posiada możliwość ingerencji w tor lotu pocisku aż do ostatniej fazy lotu pocisku ((ang.) closing phase of missile flight);
  - w odróżnieniu od aktywnego naprowadzania pocisku na cel przy użyciu command guidance przez stacje naziemną, odbiornik radarowy zainstalowany w pocisku jest coraz bliżej celu, przez co odbierane przez niego, po odbiciu od celu, fale radarowe, dają dokładniejszy odczyt położenia, co zwiększa precyzję obliczeń naziemnego systemu komputerowego, dając większą skuteczność ataku.
2. System TVM downlink jest najbardziej efektywny przy zadaniach na dalekich dystansach i niskich wysokościach, co związane jest z ograniczeniami jakie dla efektywności radaru naziemnego stawia kulistość Ziemi i odległość od horyzontu. W związku z linią horyzontu, położoną przeważnie w odległości ok. 3 do 5 km na płaskim terenie, znajdujący się na określonej wysokości pokładowy system radarowy pocisku, omiata w znacznie większy obszar niż naziemny radar stacji bazowej, zwłaszcza poniżej linii horyzontu ograniczającej pole widzenia radaru naziemnego. System ułatwia także eliminację z zakresu zainteresowania możliwych wabików, gdyż pocisk jest zawsze bliżej celu niż naziemna stacja radarowa.
3. W szczególnych warunkach, w których fale radarowe odbite od celu odbierane są zarówno przez pocisk, jak też przez macierzystą stację radarową, dysponowanie przez system komputerowy danymi z dwóch źródeł opartych na innych kątach widzenia celu pozwala na jeszcze dokładniejsze obliczenia danych dotyczących celu.

## Występowanie
System Track-Via-Missile używany jest przez najnowocześniejsze systemy rakietowe. Pierwszym system do którego wprowadzono tę technologię jest amerykański system MIM-104 Patriot. TVM zastosowano również w rosyjskich systemach obronnych:
- antyrakietowym i antybalistycznym S-300PS/S-300F/S-300PMU (kod NATO: SA-10 Grumble)
- antybalistycznym S-300W (kod NATO: SA-12 Gladiator / SA-12 Giant).